# Электронный браслет

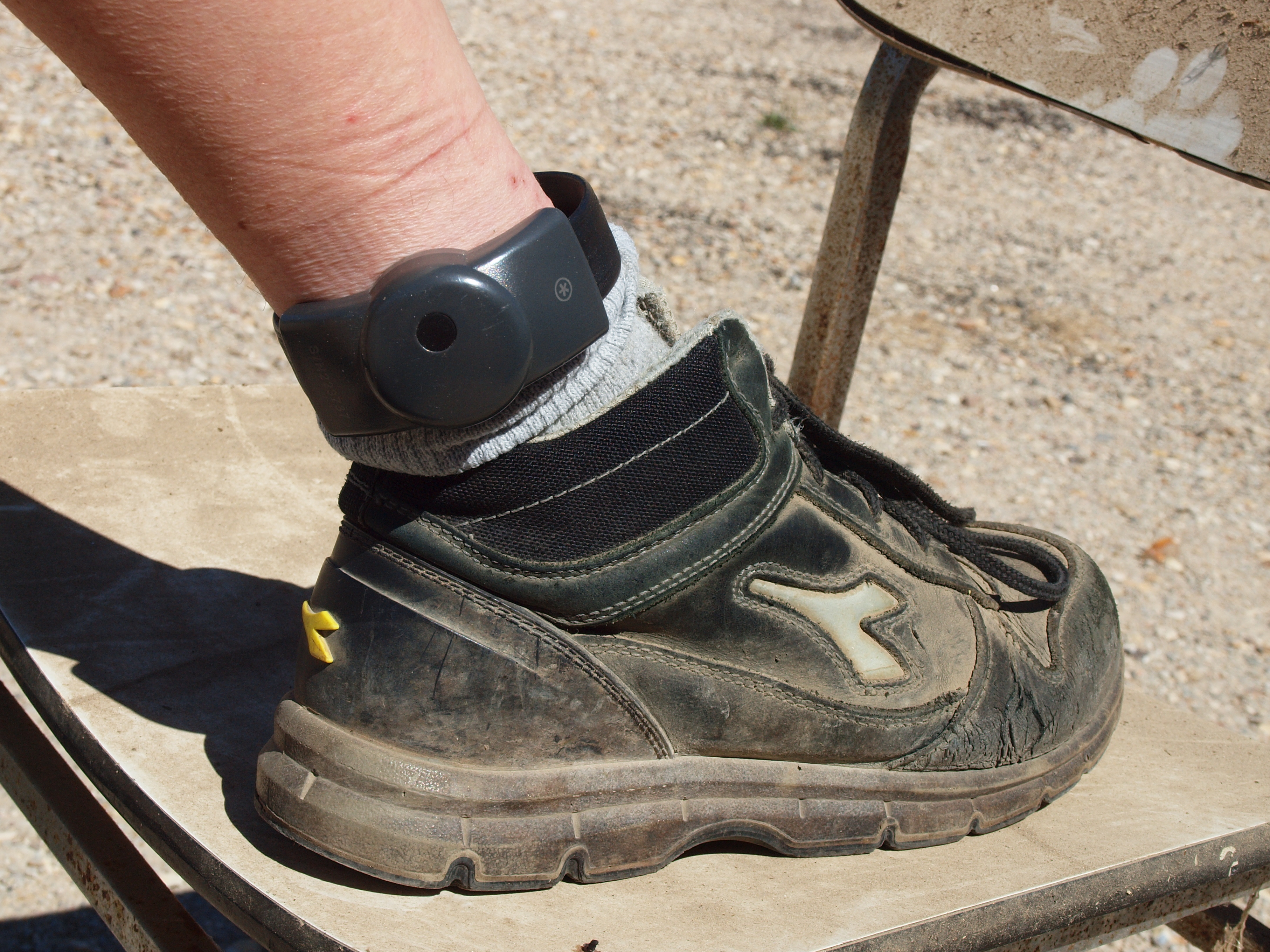
Электронный браслет (Франция)

Электро́нный брасле́т — электронное устройство, используемое для контроля перемещений лица, находящегося под домашним арестом, либо осуждённого к наказанию в виде ограничения свободы, предназначенное для длительного ношения на теле и имеющее встроенную систему контроля несанкционированного снятия и вскрытия корпуса.

## Конструкция
Конструкционно ЭБ состоит из герметичного корпуса ЭБ с электронными компонентами, двух ремней и комплекта замка. В большинстве случаев носится на голени, поэтому по-английски — ankle monitor.
Через определённые интервалы времени подобный браслет посылает сотрудникам правопорядка, следящим за деятельностью носящего браслет правонарушителя, радиочастотный сигнал, содержащий информацию о его перемещениях; если границы разрешённой ему для посещений зоны будут нарушены, контролирующие органы получат сигнал. Электронные браслеты также всегда снабжаются специальной защитой, предупреждающей представителей власти о попытке снять его самостоятельно.

## История
Электронный браслет впервые был опробован на преступнике в 1983 году. К 2007 году известно о более чем 130 000 случаев его применения на территории США, также он приобрёл относительную популярность в Великобритании, но не особенно распространён в других европейских странах. В 2000-х годах публиковалось следующее мнение относительно этой технической новинки:

Электронный браслет был изобретен учеными Гарвардского университета в 1950-х гг. Впервые идея поставить на службу контроля за правонарушителями достижения телекоммуникационных технологий пришла в голову американскому судье Джеку Лаву в 1983 г. после прочтения популярного комикса о Человеке-пауке. В нем главный враг нацепил на руку супергероя огромный браслет, чтобы выследить его. Этот способ отслеживания так понравился судье, что он предложил воплотить его в реальность.— «К вопросу о зарубежной практике применения системы электронного мониторинга подконтрольных лиц», журнал «Вестник института» № 28, 2014, ВИПЭ ФСИН РФ.
Интересно, что в России первые отечественные электронные браслеты выполнялись для детей олигархов и высокопоставленных чиновников, таким необычным образом «новые русские» заботились о безопасности своих детей. «Российская газета» по этому поводу сообщила, что с 2007 года отечественные «элитные разработки станут доступными и простым российским осужденным», там же газета вспомнила про пресловутого судью Джека Лава из города Альбукерке, отметив, что история с комиксом более напоминает легенду.

## Россия
В целях реализации, утвержденной ФСИН России 28 августа 2010 года, «Концепцией создания и внедрения системы электронного мониторинга лиц, подконтрольных учреждениям уголовно-исполнительной системы» было создано ФГУП ЦИТОС ФСИН России. Для решения поставленной задачи специалистами предприятия был детально изучен мировой опыт и проведены консультации со специалистами ФСИН России, что позволило в кратчайшие сроки наладить производство устройств, входящих в СЭМПЛ, их доставку в территориальные органы, проведение пусконаладочных работ и введение в эксплуатацию. В настоящее время СЭМПЛ эксплуатируется в 80 субъектах РФ и осуществляется надзор в отношении 11 229 подконтрольных лиц[обновить данные].
Разные источники указывали противоречивую информацию о группе лиц, приговорённых к ношению электронного браслета. Так, УФСИН города Томска в 2012 году сообщало, что «пока никто из обладателей электронной новинки правила не нарушил», напротив, сотрудники УФСИН города Абакана в 2013 году сообщали, что «единицы донашивают электронный браслет до конца срока — осуждённые срываются и отправляются за решётку, бывает, что устройство срезают, портят и даже сжигают», по сообщению информационных источников, в обеих этих местностях с браслетами ходили 40-50 человек. «Российская газета» отмечала, что с 2013 года появилась «ещё одна любопытная тенденция: некоторые осуждённые стали отказываться от электронных браслетов, выбирая тюрьму». 
Часть преступников обладает навыками, которые позволяют им снять браслет «без следов», а качество российских браслетов одно время было настолько низким, что по фактам нарушений при производстве браслетов и завышении на них цен СКР возбудило уголовное дело, результатом которого стал арест директора ФСИН Александра Реймера и его сообщников. Также был зарегистрирован ряд случаев, когда исправный браслет оказывался на мусорной свалке, а преступники скрывались. Помимо подобных противоправных действий, ношения браслета можно избежать процессуальным путём - закон требует разрешение собственника квартиры на установку электронного оборудования, зачастую, после консультации с адвокатом, родственники осуждённого отказывались давать необходимое согласие, мотивируя свой отказ страхом перед неизвестными электронными приборами.

## В искусстве
В фильме «Бегущий человек» заключённых контролировали устройством, схожим с электронным браслетом и электронным ошейником одновременно, позже эта идея получила развитие в фильме «Смертельный союз», в японском фильме «Королевская битва», и в криминальном сериале «Игра. Реванш».